# لاسلو بالینت
لاسلو بالینت (مجاری: Bálint László؛ زادهٔ ۱ فوریهٔ ۱۹۴۸) بازیکن و مربی فوتبال اهل مجارستان بود.
از باشگاه‌هایی که در آن بازی کرده‌است می‌توان به باشگاه فوتبال فرنتس‌واروش، باشگاه فوتبال کلوب بروژ، و باشگاه فوتبال تولوز اشاره کرد.
وی به‌همراه تیم ملی فوتبال مجارستان در بازی‌های المپیک تابستانی ۱۹۷۲ شرکت کرده‌است.